# Davallia didyma
Davallia didyma là một loài dương xỉ trong họ Davalliaceae. Loài này được Hedw. mô tả khoa học đầu tiên năm 1803.
Danh pháp khoa học của loài này chưa được làm sáng tỏ. 